# 目黒橋 (富山県)
目黒橋（めぐろばし）は、富山県の黒部川に架かるフィーレンディール橋である。

## 構造
黒部川右岸の黒部峡谷鉄道本線猫又駅と、対岸の黒部川第二発電所の間に架かり、資材などを運搬する引き込み線が通っている。同駅は、本来は発電所関係者専用で、2024年1月1日の能登半島地震の被害で猫又 - 欅平駅間の不通が続いていることから、2024年10月よりホームへの乗降が可能となったが、一般の乗客が本橋を渡ることはできない。
黒部川第二発電所は、上流の小屋平ダムから送水した水力を利用した水力発電所で、1936年（昭和11年）竣工。目黒橋はこれに先立ち1934年に完成した。当時の日本電力の技術者として、目黒雄平が携わっている。黒部川右岸に猫又谷が合流する付近に位置し、古くは「猫又側線橋」あるいは「猫又谷水路橋」と称した。橋梁、発電所建屋とも山口文象による設計で、直線を基調とした白い建屋に対し、角に曲線を用いた赤いトラスが対照的な印象をもたらす。橋梁形式はフィーレンディール橋で、構造上はトラス橋ではなくラーメン橋に分類される。
橋桁は大阪の日本橋梁が製作し、橋脚は堰堤のゲートピアを活用している。
戦前に架けられた鋼製フィーレンディール橋としては、1927年に竣工した東京の日本橋川の豊海橋と並ぶ2例の一つである。